# Multicrustacea
Multicrustacea, nadrazred rakova opisan 2010 godine u koje su uključeni razredi Hexanauplia i Malacostraca
- Classis Hexanauplia Oakley, Wolfe, Lindgren & Zaharof, 2013
  - Subclassis Copepoda Milne Edwards, 1840
  - Subclassis Tantulocarida Boxshall & Lincoln, 1983
  - Subclassis Thecostraca Gruvel, 1905
- Classis Malacostraca Latreille, 1802
  - Subclassis Eumalacostraca Grobben, 1892
  - Subclassis Hoplocarida Calman, 1904. jedini su predstavnici Stomatopoda
  - Subclassis Phyllocarida Packard, 1879